# مرقد عبد القادر الآلوسي
مرقد وقبة ضريح عبد القادر الآلوسي الطيار من المراقد الأثرية في مدينة حديثة التابعة لقضاء الرمادي، في محافظة الأنبار في العراق، شيد عام 999 هـ /1589م، والشيخ عبد القادر هو أول من نزل المدينة من الأسرة الآلوسية التي يرجع نسبها إلى الأسرة القادرية، حيث يتصل نسبه بالشيخ عبد القادر الجيلاني، ومعظم أهل آلوس من ذريته، ويقع وسط بساتين آلوس في مدينة حديثة، ويحتوي على عدة أضرحة عائدة للشيخ ولثلاثة من أولاده، وتبلغ مساحة غرفة الضريح 25 متراً مربعاً، ولقد خط داخل الغرفة آيات قرآنية مع زخرفة جميلة، ونقشت الأركان بنقوش مغربية، وفي أعلاه قبة مهدمة حالياً، وما زال المرقد مهدم حيث بني معظمه من الحجر والطين.